# 다니 미겔
다니엘 미겔 알베스 고메스(포르투갈어: Daniel Miguel Alves Gomes, 1983년 8월 7일~ )는 베네수엘라 태생의 전 축구 선수이다.